# Internationella programkontoret för utbildningsområdet
Internationella programkontoret för utbildningsområdet (Internationella programkontoret) var en svensk statlig förvaltningsmyndighet, som sorterade under Utbildningsdepartementet. Myndigheten upphörde den 31 december 2012 och verksamheten övergick därefter till Universitets- och högskolerådet. Myndigheten var det svenska programkontoret för de EU-program och andra internationella program inom utbildningsområdet som regeringen i ett enskilt fall beslutar. Till programmen hör bland annat EU:s program för utbildningssamarbete, som omfattar Comenius, Erasmus, Grundtvig och Leonardo da Vinci, och utlandsstudier för gymnasieelever.
Internationella programkontoret skulle inom detta verksamhetsområde informera om programmen och ge råd, redovisa och analysera omfattningen och utvecklingen av programmen, handlägga projektansökningar och i förekommande fall besluta om projektbidrag, följa upp och sprida projektresultat, följa upp användningen av bidrag, samverka med berörda myndigheter och organisationer samt ha kontakt med Europeiska gemenskapernas kommission och institutioner i andra länder.
Kontoret låg på Kungsholmen i Stockholm. Myndigheten upphörde den 31 december 2012 då verksuppgifterna fördelades från den 1 januari 2013 på de nya myndigheterna Universitetskanslersämbetet samt Universitets- och högskolerådet. Samtidigt upphörde även Högskoleverket och Verket för högskoleservice.